# أسد سريلانكي
الأسد السريلانكي (الاسم العلمي: Panthera leo sinhaleyus) هو نويع منقرض من أسود ما قبل التاريخ، نُقب عن حفرياته في سريلانكا، يُعتقد أنه انقرض قبل وصول الإنسان الحديث ثقافيًا، أي قبل 37000 سنة قبل الميلاد. لا يُعرف هذا الأسد إلا من خلال سنين عُثر عليهما في رواسب في كورويتا. بناءً على هذه الأسنان، اقترح بولز إدوارد بيريس ديرانياغالا هذه النويعة سنة 1939. ومع ذلك، لا توجد معلومات كافية لتحديد كيف يمكن أن تختلف عن النويعات الأخرى من الأسود. لم يشرح بولز إدوارد صراحة كيف شخَّص النمط الشامل لهذه النويعة على أنها تنتمي إلى الأسد، على الرغم من أنه برر تخصيصه إلى نويع متميز من الأسود كونه «أضيق وأكثر استطالة» من تلك الموجودة في الأسود الحالية في مجموعة متحف التاريخ الطبيعي البريطاني.